# Trimorus therycides
Trimorus therycides är en stekelart som först beskrevs av Walker 1836.  Trimorus therycides ingår i släktet Trimorus, och familjen gallmyggesteklar. Arten är reproducerande i Sverige.